# Ниже
Ниже (з рос. — Нижче) — другий альбом фінського гурту KYPCK, що вийшов 9 лютого 2011 року. Альбом можна як придбати в інтернет-магазинах на фізичному носії, так і замовити в цифровому вигляді, наприклад, на amazon.com, iTunes Store тощо.

## Історія
Альбом записувався з кінця листопада 2009-го по кінець лютого 2010 року на студії «Yellow House Studio», ударні записувалися на студії «Matrixtor Studio». Але його виданню передувала зміна лейблу, тому вихід альбому затримався аж до 2011 року.
12 січня 2011 року на головній сцені Фінського національного театру відбулося попереднє прослуховування альбомного матеріалу для ЗМІ та переможців конкурсу, який провадився на офіційному сайті [Архівовано 31 січня 2011 у Wayback Machine.] гурту протягом попереднього перед подією тижня.
Також пісні з альбому перед його виходом можна було почути 28 січня в «Inferno Bar» в Тампере і 5 лютого 2011 року в «Nuclear Night Club» в Оулу.

## Перелік композицій
| #     | Назва                                 | Автор слів                   | Автор музики            | Тривалість |
| ----- | ------------------------------------- | ---------------------------- | ----------------------- | ---------- |
| 1.    | «Гифарус (Ґіфарус)»                   | ——                           | Г. Гійлесмаа            | 01:49      |
| 2.    | «После (Після)»                       | Е. Сеппянен                  | Е. Сеппянен, С. Лопакка | 07:36      |
| 3.    | «Аллея Сталина (Алея Сталіна)»        | Е. Сеппянен                  | Г. Гійлесмаа            | 04:03      |
| 4.    | «Чужой (Чужий)»                       | Е. Сеппянен, М. Ю. Лермонтов | С. Лопакка              | 09:16      |
| 5.    | «Фелица (Фелиця)»                     | Е. Сеппянен                  | Я. Т. Юля-Раутіо        | 05:34      |
| 6.    | «Разрыв (Розрив)»                     | Е. Сеппянен, С. Лопакка      | С. Лопакка              | 07:35      |
| 7.    | «Бурлаки на Волге (Бурлаки на Волзі)» | Е. Сеппянен                  | Г. Гійлесмаа            | 05:52      |
| 8.    | «Бардак (Бардак)»                     | Е. Сеппянен                  | Я. Т. Юля-Раутіо        | 04:56      |
| 9.    | «Товарищам (Товаришам)»               | Е. Сеппянен                  | С. Лопакка              | 06:29      |
| 10.   | «Вальс смерти (Вальс смерті)»         | ——                           | С. Лопакка              | 04:06      |
| 57:16 |                                       |                              |                         |            |

## Кліп
26 лютого, через 15 днів після виходу альбому, був представлений широкому загалові кліп на пісню «Аллея Сталина», який натхнений життям і творчістю фінського художника Хьюго Калерво Палси, який малював у стилі фантастичного реалізму. Сценарій кліпу написав відомий фінський режисер Паулі Гокканен, режисером став музикант Томі Круцін, оператором — Мікко Макконен.
Сюжет кліпу: на тлі снігу й стіни з вікном стоїть новорічна ялинка, біля якої сидить і співає вокаліст гурту Ерккі Сеппянен (взято з картини «Очікування»), коли під час приспіву з'являється пастор похилого віку, якого грає Юкка Сайконен, на другому куплеті — жінка, яка прикрашає ялинку і потім танцює з Дідом Морозом, яких грають Паапі Койвісто і Петтері Ваккіла відповідно (взято з картини «Санта Клаус»), потім знову пастор, який п'є рідину для запалення «Sinol» з огидним виразом обличчя, і, нарешті, голий Томі Круцін, який мастурбує і згодом душить сам себе зашморгом (взято з картини «Визволення»). Що цікаво, майже до кінця кліпу всі, окрім Ерккі Сеппянена, зроблені у вигляді привидів.

## Цікаві факти
- Остання пісня з альбому, «Вальс смерти», присвячена гітаристу, композитору і поету гурту Sentenced Мійці Тенкулі (1974—2009).
- На відміну від попереднього альбому, де в основному розповідалося про радянське минуле, на «Ниже» автор текстів Ерккі Сеппянен більше поглибився у історію Росії — в пісні «Фелица» розповідається про Катерину II, а в «Бурлаках на Волге» — про бурлаків.